# Brtvilo
Brtvilo ili brtveni materijal je materijal od kojeg se rade brtve. Brtva služi za sprječavanje ili smanjenje prijelaza tvari između dvaju funkcijski odvojenih prostora, dakle na mjestima kao što su rastavljivi cijevni spojevi i ulaz nekog strojnog dijela u unutrašnjost konstrukcije. Najčešće se pritom radi o sprječavanju propuštanja tekućina ili plinova, ali i istjecanja maziva i ulaska nečistoća.

## Materijali za izradu brtava
Glavni izvorni materijali za izradu brtava (brtvila) jesu koža, biljna i sintetska vlakna i njihove prerađevine, pluto, vulkanfiber, troskina vuna, kaučuk, guma, papir, karton i različite plastične mase, grafit i drugi materijali na bazi ugljika, metali i tako dalje. U izradi brtava ovi se materijali često kombiniraju međusobno i s drugim materijalima. 

### Papiri i kartoni
Papiri i kartoni općenito su odviše porozni, da bi se mogli upotrijebiti kao samostalna brtvila. Svojstva im se poboljšavaju impregnacijom uljima, smolama, kaučukovim lateksom. Manje prikladni impregnant za tu svrhu jest firnis, jer čini proizvode neelastičnim.

### Koža
Koža uštavljena kako biljnim tako i kromnim štavilima također je razmjerno porozna. Da bi se učinila nepropusnom za brtvljenje, impregnira se voskovima, smolama i tekućim sintetskim impregnantima. Prednost su joj prilična otpornost prema trošenju, djelovanju masti, benzina, slabim kiselinama i tekućinama koje sadrže sumpor, a za neke svrhe i razmjerno mali koeficijent trenja. Nedostaci kože kao brtvila jesu slaba toplinska postojanost, zbog čega se ne smije upotrijebiti u dodiru s vodenom parom, i velika osjetljivost prema lužinama. Najviše se upotrebljava za izradu manžetnih brtava, i to za niske pogonske temperature. 

### Biljna vlakna
Biljna vlakna (kudjelja, juta, pamuk, drvno vlakno) služe za proizvodnju jeftinih brtava za lakše pogonske uvjete. Pri tome se impregniraju različitim sredstvima (na primjer neoprenom).

### Pluto
Pluto se za izradu brtava upotrebljava u prirodnom stanju ili se melje, pa se od dobivenog brašna izrađuju proizvodi vrućim prešanjem s različitim elastomerima (na primjer proteinskim i sintetskim elastomerima). Glavne prednosti brtava od tih materijala jesu kompresibilnost (stlačivost) bez puzanja i otpornost prema djelovanju ulja (do 120 °C; međutim iznad 70 °C pluto postaje plastično), a za određene svrhe i razmjerno visoki koeficijent trenja. Nedostaci pluta kao brtvila jesu neotpornost na djelovanje kiselina i lužina, korozivni utjecaj na legure aluminija i magnezija i na nehrđajuće čelike. Osim toga pluto ne podnosi visoku temperaturu. Plutene brtve upotrebljavaju se za brtvljenje površina izloženih velikim deformacijama, te među površinama od stakla i keramike. 

### Pust ili filc
Pusteni materijali od prirodnih i sintetskih vlakana služe za dobivanje brtava impregnacijom s različitim vezivima koja ih čine nepropusnim. Kemijski i toplinski vrlo otporne brtve dobivaju se od poliesterskih pustenih materijala impregniranim teflonom.

### Vulkanfiber
Vulkanfiber je umjetna masa od prešanih listova papira močenih u cinkovu kloridu i služi za proizvodnju brtvila u obliku ploča impregniranih ili obloženih elastomerima. Prednosti brtvila od vulkanfibera jesu razmjerna tvrdoća, savitljivost, žilavost i dobra obradivost. Nedostatak vulkanfibera kao brtvila jest njegova higroskopnost i bubrenje upijanjem vode.

### Troskina vuna
Troskina vuna može se u nekim slučajevima upotrijebiti kao toplinski vrlo otporno brtvilo. Međutim, njena upotreba za te svrhe vrlo je ograničena njenom vrlo malom mehaničkom otpornošću. 

### Stakleno predivo
Stakleno predivo impregnirano teflonom je brtvilo koje uz visoku toplinsku ima i potrebnu mehaničku otpornost.

### Azbest
Azbest je štetan materijal za zdravlje, a nekad se dosta upotrebljavao. On nije prikladan za upotrebu kao samostalno brtvilo, jer je porozan, a i mehanička svojstva su mu slaba. Da bi se učinio čvršćim, armirao se na primjer lanenim (za niže temperature) i bakrenim (za više temperature) nitima. Da bi se učinio nepropusnim impregnirao se najčešće elastomerima dobivenih od prirodnih i sintetskih kaučuka. Usprkos navedenim nedostatcima, azbest se vrlo mnogo upotrebljavao za izradu brtava i brtvila, jer je toplinski vrlo otporan. Najpoznatija azbestna brtvila jesu "it ploče", trake, pletenice, a od brtava pleteni prstenovi. Već prema materijalima upotrijebljenim za armiranje i impregnaciju ti su proizvodi do 270 °C. 
Brtvilo takve vrste poznato je pod nazivom klingerit (po prvom proizvođaču, austrijskoj tvornici R. Klinger). Klingerit u različitim svojim oblicima jest smjesa vlaknastog azbesta (od 60 do 90%), gume (od 8 do 12%) i nekih mineralnih dodataka, koji se prešaju u obliku ploča. Može podnijeti razmjerno vrlo visoke temperature, pa se upotrebljava za brtvljenje spojeva u dodiru s vlažnom i pregrijanom vodenom parom pod tlakom, s vrućom vodom, zatim za brtvljenje spojeva u dodiru sa stlačenim (komprimiranim) plinovima, derivatima nafte, kiselinama i uljem.

### Guma
Guma je upotrebljiva kao samostalno brtvilo u velikom broju slučajeva. Glavna je njena odlika što se dade vrlo lako elastično deformirati i time prilagoditi obliku brtvene površine već pod malim pritiscima. Ta i ostala njena mehanička, a i kemijska svojstva zavise od elastomera koji čine njenu temeljnu tvar, i od vrste dodataka, punila i materijala kojima može biti armirana. U pogledu kemijske otpornosti gume kao brtvila, obično se razlikuju tipovi neotporne i otporne gume prema djelovanju derivata nafte. Pod toplinski otpornim gumama podrazumijevaju se otporne na srednje temperature. Naročito su toplinski otporne gume dobivene od silikonskih kaučuka, koje su postojane od - 90 °C do + 250 °C. I ostala svojstva tih guma izuzetno su povoljna. Osim kao samostalno brtvilo, guma je važna i kao sastojak drugih brtvila. Guma se može ubaciti (inkorporirati) u brtvila impregnacijom tih brtvila kaučukom i zatim vulkanizacijom, ali i kao posebna obloga. 

### Plastične mase
Od plastičnih masa za izradu brtvila i brtava upotrebljavaju se mase izrađene na bazi termoplasta, najviše polietilena, polivinilklorida, poliamida. Brtve od tih materijala obično se izrađuju prešanjem ili brizganjem. Pri tome im se mehanička svojstva mogu poboljšati armiranjem metalnim žicama ili tekstilnim predivom. Za primjenu brtvila i brtava od plastičnih masa važno je kakvoj će vrsti opterećenja oni biti izloženi, jer im je čvrstoća veoma zavisna od toga (tako im je na primjer čvrstoća na izmjenično-promjenjivo savijanje svega 15 do 29% od statičke čvrstoće na savijanje, koja se nalazi u granicama od 90 do 120 N/mm2). Osim toga, čvrstoća im je veoma zavisna i od temperature. Zavisnost njihove deformacije od naprezanja nije linearna. Granica elastičnosti im je ispod 40 N/mm2.
Posebno mjesto među termoplastima za brtve i brtvila zauzima teflon. Njegove prednosti su velika kemijska stabilnost i postojanost na niskim i visokim temperaturama. Upotrebljiv je za brtvljenje na temperaturama koje vladaju u postrojenjima koja rade s tekućim zrakom i dušikom, kao i u onima s razmjerno visokim temperaturama od 250 do 280 °C. Općeniti nedostatak teflona, što se teško obrađuje, dolazi do izražaja i u ovom području primjene. Lakše se obrađuje srodni mu termoplast, takozvani hostaflon. On ima i bolja mehanička svojstva, ali je njegova kemijska postojanost manja. 
Važna svojstva grafita kao brtvila jesu njegova toplinska postojanost (do 800 °C) i kemijska otpornost, a i dobro antifrikcijsko djelovanje. Međutim, njegova ostala mehanička svojstva nisu povoljna. Kao samostalno brtvilo dobro se može upotrijebiti za brtvljenje spojeva s malom zračnošću među dosjednim površinama, naročito među navojima. 
Od ostalih materijala na bazi ugljika kao brtvila u obzir dolaze proizvodi dobiveni od usitnjenih tvari s velikim sadržajem ugljika i s pomoću različitih veziva (takozvani umjetni ugljeni). Oni imaju znatno veću čvrstoću, a ostala svojstva slična svojstvima grafita. Dosta se upotrebljavaju u izradi takozvanih samopodmazivih brtava. 

### Metali
Metali se kao brtvila upotrebljavaju u slučajevima kad već spomenuti materijali ne mogu zadovoljiti zahtjeve koji se na njih postavljaju s obzirom na čvrstoću i postojanost. Glavni je nedostatak metalnih brtvila u usporedbi s ostalima u tome što im je kompresibilnost mnogo manja i što se ne dadu lako deformirati. Zato je brtvljenje spojeva, u kojima se upotrebljavaju, potrebno imati ne samo kvalitetnije obrađene dosjedne površine nego treba upotrijebiti i mnogo veće stezne sile. 
Već prema uvjetima u kojima brtve moraju djelovati, kao metalna brtvila upotrebljavaju se kositar, olovo, aluminij, bronca, nikal i njegove legure (monel i nikonel), olovna bronca, lijevano željezo, legirani i nelegirani čelici, pa i srebro, platina, steliti, a i neki sinterovani metali (na primjer na bazi bakar-kositar-željezo). Naročita je odlika sinterovanih metala kao brtvila u tome što se mogu učiniti samopodmazivima natapanjem uljem. Nedostatak im je mala čvrstoća.